# 230 Athamantis
Athamantis (asteroide 230) é um asteroide da cintura principal com um diâmetro de 108,99 quilómetros, a 2,23810442 UA. Possui uma excentricidade de 0,0608901 e um período orbital de 1 343,79 dias (3,68 anos).
Athamantis tem uma velocidade orbital média de 19,29348953 km/s e uma inclinação de 9,43827456º.
Este asteroide foi descoberto em 3 de Setembro de 1882 por Karl de Ball.